# 4大監査法人
日本における4大監査法人（よんだいかんさほうじん）は、EY新日本、トーマツ、あずさ、PwCの4つの有限責任監査法人を指す。4法人のすべてが公認会計士・監査審査会の定義において「大手監査法人」として分類されており、また4法人それぞれが4大会計事務所（Big4。それぞれ、EY、Deloitte、KPMG、PwC）と提携関係にある。

## 概要

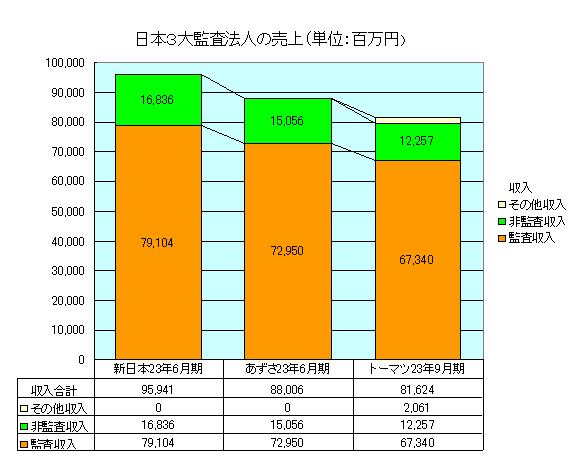
2011年各法人の売上高の概況

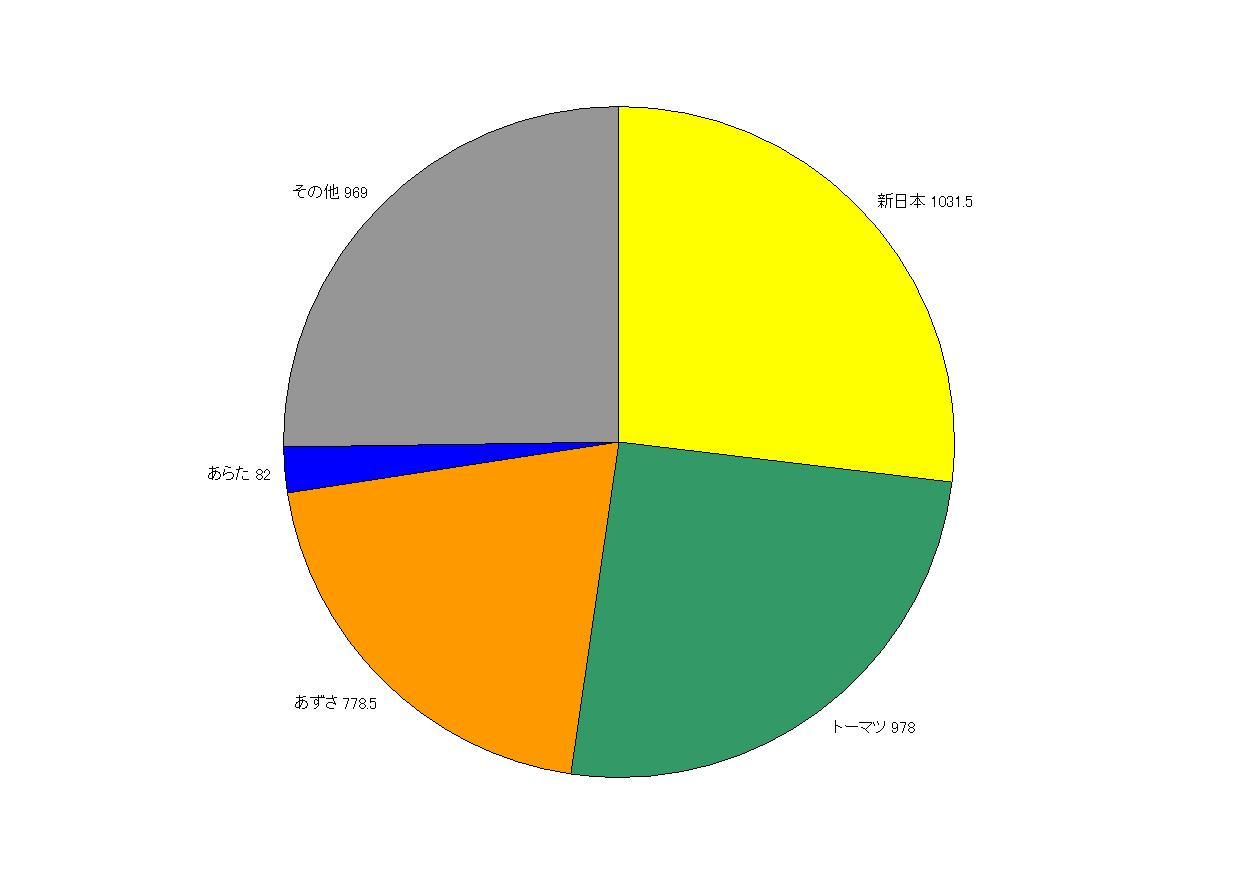
日本における監査法人別の顧客会社数シェアの状況（2009年）

日本において以下のグローバルな4大会計事務所と提携している監査法人を指す際に用いられる。4法人で日本の上場企業の6割以上を監査先として分け合っている。
- EY新日本有限責任監査法人（アーンスト・アンド・ヤング〈EY〉と提携）
- 有限責任あずさ監査法人（KPMGと提携）
- 有限責任監査法人トーマツ（デロイト トウシュ トーマツのメンバーファーム）
- PwC Japan有限責任監査法人（プライスウォーターハウスクーパース〈PwC〉と提携）

公認会計士・監査審査会は「上場会社を概ね100社以上監査し、かつ常勤の監査実施者が1,000名以上の監査法人」を「大手監査法人」と定義し、上記の4法人がそれに該当するとしている。2018年5月には、この4法人で「残高確認システム共同プラットフォーム化推進協議会」を立ち上げ、監査先の債権・債務に対する残高確認手続きの効率化を図ることとなった。なお、現在のところ、日本公認会計士協会の会長ポストは歴代これらの4大監査法人（又は出身者）から選出されている。

### 顧客企業
2022年度決算に係る分の主な顧客企業（括弧は顧客企業数）。
- EY新日本（上場914社）……みずほFG、日立製作所、日産自動車、東レ、楽天グループ
- トーマツ（上場907社）……三菱UFJFG、三菱商事、三井物産、ソフトバンクグループ、イオン、JT
- あずさ（上場707社）……三井住友FG、NTT、住友商事、オリックス、日本製鉄、パナソニックHD
- PwC（上場117社）……トヨタ自動車、ソニーグループ、東京海上HD、東芝

### みすず監査法人の解体
かつて4大監査法人の一角だった中央青山監査法人は、足利銀行の会計不祥事、カネボウの粉飾決算など監査先の不正会計が次々と発覚し、金融庁より2006年7月から2か月の監査業務の停止命令を受けた。中央青山は業務停止明けにみすず監査法人に改称して再起を図るも、日興コーディアルグループの会計不祥事による上場廃止騒動（会計操作が組織的に行われたとの確証が得られなかったとして上場廃止は回避された）が致命傷となり、みすず監査法人として監査業務を継続していくことが困難になったと判断。2007年7月をもって監査業務からの撤退し廃業となり、同法人の社員や職員を他の3大監査法人を始めとする各監査法人に移管した。
その結果、東京事務所は事務部門を含めた大部分が新日本監査法人へ、東京事務所の一部会計士グループ及び大阪事務所、福岡事務所が監査法人トーマツへ、名古屋事務所、広島事務所など（東京の一部含む）があずさ監査法人へ移管された。
なお、京都事務所は京都監査法人、熊本事務所はくまもと監査法人として独立した。

### 4大監査法人の交代
中央青山監査法人の業務停止処分に伴い、プライスウォーターハウスクーパースは、ソニーやトヨタ自動車といった多国籍企業に対する監査業務を引き継ぐために、日本における新たなメンバーファームとして2006年6月にあらた監査法人を設立させた。ただし、中央青山（みすず）からあらたに流出した従業員や顧客は少数にとどまり、その後も中央青山（みすず）が抱える顧客企業は一定数を保っていた。しかしその後、中央青山監査法人から改称したみすず監査法人が2007年に解体を迎えると、次第にあらた監査法人が四大監査法人の一つとみなされるようになった。
現在でもあらた監査法人の被監査会社数・監査報酬は、他の大手監査法人に比較すると大きな差が見られるが、一方で非監査報酬については、他の大手監査法人と遜色ない規模にまで伸長している。

### 準大手監査法人
公認会計士・監査審査会は、
- 仰星監査法人（NEXIA Internationalと提携）
- 三優監査法人（BDOインターナショナルと提携）
- 太陽有限責任監査法人（グラントソントン・インターナショナルと提携）
- 東陽監査法人（クロウ・グローバルと提携)

の4法人を「大規模な監査法人に準ずる規模の監査法人（準大手監査法人）」 とし、その他の中小監査法人や個人開業の会計事務所等と区分している。かつてはこれに加えPwC京都監査法人も準大手とされてきたが、PwC京都は2023年12月に4大のひとつPwCあらた有限責任監査法人と合併し、現在のPwC Japan有限責任監査法人となった。
4大に対する準大手の立ち位置について、準大手が5法人時代の2022年に東陽監査法人理事長の佐山正則（当時）は「実際には4-1-4。太陽有限責任監査法人さんは、準大手の中でも頭一つ抜けています。」「四大と準大手の差は10~20倍という非常に大きな差があります。もう少し準大手が、四大が引き受けられなかった企業の監査を担う受け皿になれた方が良いのだろうと思います。」と評している。

## その他
上場企業における監査法人の交代
日本の資本市場では、4大監査法人から小規模な監査法人や個人会計士へ変更が公表された場合に、経営者の見解が一般に公正な会計基準とは相容れないものがあったものとして株式の売り材料にされることがある。
2020年頃より、上場企業による監査法人の交代が急増している。2022年6月期の交代数（監査法人の合併を除く）は228件と過去最多を更新した。交代が増えている最大の理由は監査報酬の値上げで、新しい監査手法の導入により監査コストが増大した監査法人と値上げを打診された会社が折り合えず、上場企業は監査法人の交代を余儀なくされる。監査法人の交代理由を「任期満了」「継続監査期間が長期にわたるため」と説明しても、業界内では理由のほとんどは監査報酬で合意できなかったためとみられている。交代の内訳をみると、「4大」は計140件減らしているのに対し、中小監査法人は109件の増加であり「大手から中小へ」という流れができている。この状況については「そろそろ中堅以下の監査法人もキャパが限界に近付いているのではないか。」「監査は独占業務だ。規模が小さいだけで優良企業すら"監査難民"になりかねない現状は、はたして正しい姿なのか。問われるべき時期に来ている。」との指摘がある。
上場企業の監査を、4大と比較して監査経験や体制が脆弱な中小監査法人が担うことが増えれば、監査品質の向上を担う日本公認会計士協会と公認会計士・監査審査会は黙っていない。定期的に行う検査を長期間かつ厳格に実施、その結果金融庁が行政処分を連発する事態になっている。東陽監査法人が2023年6月から受けた検査は異例の8か月に及び、混乱を引き起こした責任を取って当時の理事長が退任、中堅のひびき監査法人は2023年3月に受けた業務改善命令を機に複数の上場企業が監査法人の交代を表明、太陽有限責任監査法人は株式会社ディー・ディー・エスの監査において初歩的なミスにより虚偽記載を見逃す失態が発覚、2023年12月に新規契約締結に関する業務停止3か月の処分を受けた。他の準大手も金融庁や公認会計士・監査審査会から業務管理体制や品質の向上を求められていて、余裕はない。つまり大手が手放した監査クライアントの「受け皿」がない状態に陥っている。
あずさ監査法人理事長の森俊哉は「監査に対する世の中の期待水準が上がり、それに合わせた品質の監査を遂行しなければならない」「クライアントに不正の兆候が見つかった場合は改善を申し入れる。だが中にはまともに聞いてくれない企業もある。そんな企業の監査結果に責任を持てない」と言い切り、値上げの必要性を強調する。

2024年10月1日以降は公認会計士法及び金融商品取引法により、上場会社における監査は上場会社等監査人登録制度に登録した監査法人でしか会計監査は出来なくなっている。
会計グループ内の監査部門と非監査部門の分離
監査には高い独立性が求められるため、利益相反の観点から、顧客企業に対し、同じ監査法人が監査と非監査を提供することは制限される。ただ、現状では監査先数が頭打ちなのに対し、コンサルタント業務やM&A助言、ファイナンシャル・アドバイザリー・サービスなど非監査事業が伸びていて、非監査に収益を依存する構造が監査法人の監査の質を甘くするのでは、との懸念が指摘されている。一方で現代の監査は会計知識だけでなく税務、AIやデジタル、企業価値評価の算定といった専門的な知見が欠かせず、グループ内に会計士だけでなく多種多様な人材を抱える必要があり（監査法人単独ではこうした人材はなかなか確保できないのが実情である）、グループとしての総合力が問われている。「監査はクライアントに喜ばれる仕事ではないが、コンサルは成果が出れば喜ばれる」というのが会計士の本音であり、コンサルティング事業を好み監査をやりたがらない若手会計士も多い。
ロンドンに統括本部を構えるEYは、2022年9月に発表した計画で、2023年中に監査部門と非監査部門を分離する予定であるとした。EYはGAFAの監査を担っているため、EYのコンサル部門がGAFAと組んでのビジネスが制限されるという弱点があり、別資本の組織とすることでこうした制約を解消する狙いがあるとされる。日本では世界でもまれな監査法人と非監査法人が別法人であるものの独立性の担保という点では同様の懸念があり、また4大が大企業の監査を寡占している状態で、大企業は複数の会社からコンサルを受けることも珍しくないことから、企業側が監査先を代えようにも選択肢が狭められている状態である。他の3グループは当面分離はしないとしているが、EYの動向次第では「再編の波が四大全てに及んでも何ら不思議ではない」と見られている。